# San Lázaro (estación del Metro de la Ciudad de México)
San Lázaro es una de las estaciones que forman parte del Metro de la Ciudad de México, es la correspondencia de la Línea 1 y la Línea B. Se ubica en el oriente de la Ciudad de México, en la alcaldía Venustiano Carranza.

## Información general
Toma su nombre de la antigua terminal de ferrocarriles de San Lázaro, parte importante del sistema ferroviario Interoceánico en la ruta México-Puebla-Veracruz. Su isotipo representa a una locomotora de vapor. El diseño del edificio de la estación de la línea 1 estuvo a cargo del arquitecto español Félix Candela, usando una estructura a base de paraboloides hiperbólicos.

### Remodelación
La estación de la línea 1 fue clausurada el 11 de julio de 2022 debido a los trabajos de remodelación de la Línea 1 del Metro. El proyecto contemplaba inicialmente la reapertura de la estación en febrero de 2023. Durante la remodelación se habilitaron varias rutas de autobuses de RTP para suplir la demanda de transporte.
La estación de la línea 1 fue reabierta el 29 de octubre de 2023, siete meses después de la fecha prevista. La reapertura incluyó que el acceso a la estación a través de la línea 1 sólo se pudiera realizar mediante la tarjeta de movilidad integrada, retirando la posibilidad de ingresar mediante boleto.

## Afluencia
En su correspondencia con la línea B el número total de usuarios para 2014 fue de 2,040,336 usuarios, el número de usuarios promedio para el mismo año fue el siguiente:
| Tipo de día   | Afluencia promedio "Línea B" |
| ------------- | ---------------------------- |
| Día festivo   | 3,428                        |
| Día laboral   | 5,993                        |
| Fin de semana | 4,946                        |
| Anual         | 5,590                        |

Las siguientes tablas muestran la afluencia de la estación (por línea) en los últimos 10 años:
| Afluencia Anual de Pasajeros (Línea 1) | Afluencia Anual de Pasajeros (Línea 1) | Afluencia Anual de Pasajeros (Línea 1) | Afluencia Anual de Pasajeros (Línea 1) | Afluencia Anual de Pasajeros (Línea 1) | Afluencia Anual de Pasajeros (Línea 1) |
| -------------------------------------- | -------------------------------------- | -------------------------------------- | -------------------------------------- | -------------------------------------- | -------------------------------------- |
| Año                                    | Afluencia                              | A Diario                               | Ranking                                | Incremento                             | Ref.                                   |
| 2024                                   | -                                      | -                                      | -                                      | -                                      |                                        |
| 2023                                   | 695,333                                | 1,905                                  | 184°/187                               | -81.05%                                | [ 6 ]                                  |
| 2022                                   | 3,669,786                              | 10,054                                 | 117°/175                               | -26.27%                                | [ 7 ]                                  |
| 2021                                   | 4,977,454                              | 13,636                                 | 50°/195                                | -17.73%                                | [ 8 ]                                  |
| 2020                                   | 6,050,167                              | 16,530                                 | 43°/195                                | -49.22%                                | [ 9 ]                                  |
| 2019                                   | 11,915,094                             | 32,544                                 | 36°/195                                | +1.44%                                 | [ 10 ]                                 |
| 2018                                   | 11,745,396                             | 32,179                                 | 36°/195                                | +0.58%                                 | [ 11 ]                                 |
| 2017                                   | 11,677,986                             | 31,994                                 | 37°/195                                | -1.86%                                 | [ 12 ]                                 |
| 2016                                   | 11,898,758                             | 32,510                                 | 36°/195                                | +1.89%                                 | [ 13 ]                                 |
| 2015                                   | 11,678,375                             | 31,995                                 | 39°/195                                | +3.48%                                 | [ 14 ]                                 |

| Afluencia Anual de Pasajeros (Línea B) | Afluencia Anual de Pasajeros (Línea B) | Afluencia Anual de Pasajeros (Línea B) | Afluencia Anual de Pasajeros (Línea B) | Afluencia Anual de Pasajeros (Línea B) | Afluencia Anual de Pasajeros (Línea B) |
| -------------------------------------- | -------------------------------------- | -------------------------------------- | -------------------------------------- | -------------------------------------- | -------------------------------------- |
| Año                                    | Afluencia                              | A Diario                               | Ranking                                | Incremento                             | Ref.                                   |
| 2024                                   | -                                      | -                                      | -                                      | -                                      |                                        |
| 2023                                   | 7,828,935                              | 21,449                                 | 45°/187                                | +36.37%                                | [ 6 ]                                  |
| 2022                                   | 5,740,753                              | 15,728                                 | 68°/175                                | +78.45%                                | [ 7 ]                                  |
| 2021                                   | 3,217,040                              | 8,813                                  | 102°/195                               | +19.13%                                | [ 8 ]                                  |
| 2020                                   | 2,700,556                              | 7,378                                  | 132°/195                               | -40.43%                                | [ 9 ]                                  |
| 2019                                   | 4,533,326                              | 12,420                                 | 136°/195                               | -0.18%                                 | [ 10 ]                                 |
| 2018                                   | 4,541,276                              | 12,441                                 | 134°/195                               | -3.35%                                 | [ 11 ]                                 |
| 2017                                   | 4,698,793                              | 12,873                                 | 129°/195                               | -18.18%                                | [ 12 ]                                 |
| 2016                                   | 5,742,892                              | 15,690                                 | 115°/195                               | +1.26%                                 | [ 13 ]                                 |
| 2015                                   | 5,671,492                              | 15,538                                 | 110°/195                               | +6.85%                                 | [ 14 ]                                 |

## Conectividad

### Salidas
- Por línea 1 al surponiente: Calzada Ignacio Zaragoza y Eje 3 Oriente Av. Ing. Eduardo Molina, Colonia 7 de Julio.
- Por línea 1 al suroriente: Entrada a la Terminal de Autobuses de Pasajeros de Oriente (TAPO), Colonia 7 de Julio.
- Por línea B al norte: Eje 3 Oriente Av. Ing. Eduardo Molina, Colonia 7 de Julio.

### Conexiones
Existen conexiones con las estaciones y paradas de diversos sistemas de transporte:
- Líneas de la 4 y 5 del Metrobús.
- Paradas de algunas rutas de RTP.
- La estación cuenta con un CETRAM.
- Al lado de la estación se ubica la Terminal de Autobuses de Pasajeros de Oriente (TAPO) desde donde parten corridas regulares a las ciudades del interior del país en el Estado de México, Veracruz, Oaxaca, Chiapas, la región de la Península de Yucatán, etc.

## Sitios de interés
- Terminal de Autobuses de Pasajeros de Oriente (TAPO)
- Congreso de la Unión Cámara de Diputados
- Deportivo Venustiano Carranza